# Друцкая, Надежда Сергеевна

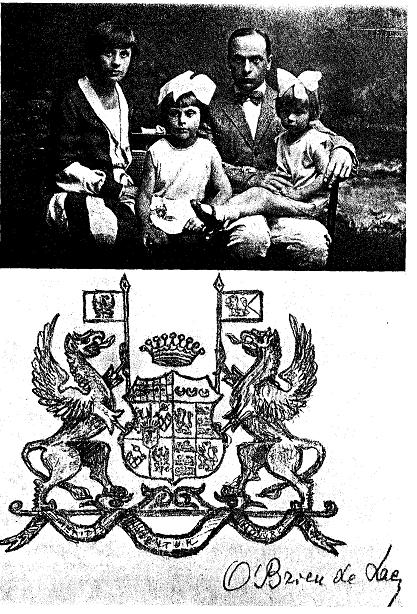
Надежда Друцкая с мужем и детьми

Надежда Сергеевна Друцкая, в замужестве — О’Брайен де Ласи (пол. Nadzieja Drucka, Nadzieja O’Brien de Lacy, 17 января 1898 года, Варшава, Царство Польское, Российская империя — 29 августа 1986 года, Варшава, Польша) — польская писательница и переводчица русского происхождения.

## Биография
Родилась 17 января 1898 года в Варшаве в семье Марии Сафонович и русского генерала и профессора Военной юридической академии Сергея Друцкого, который принадлежал к княжескому роду Друцкие. В 1902 году семья Надежды Друцкой переехала в Санкт-Петербург. В 1914 году окончила Институт благородных девиц. После начала Первой мировой войны Надежда Друцкая вместе с семьёй переехала в Москву, где она закончила медицинские курсы и отправилась на фронт медсестрой Красного Креста. На фронте познакомилась с поляком ирландского происхождения и будущим Президентом Гродно Маурицием О’Брайеном де Ласи, за которого вышла замуж в Москве в 1917 г. В августе 1918 года переехала с мужем в  Польшу в его родовое имение, усадьбу Августово, где проживала с ним до 1939 года.
После приезда в Польшу стала заниматься благотворительной и литературной деятельностью. Была вице-президентом местного отделения Польского Красного Креста. Основала в Гродно Общество любителей литературы и искусства имени Элизы Ожешковой. В течение 12 лет была председателем этого общества. По приглашению Надежды Друцкой в Гродно для выступления в Обществе любителей литературы и искусства приезжали польские писатели Мария Домбровская, Юлиан Тувим, Ян Парандовский и Станислав Виткевич. Познакомившись с польской писательницей Софьей Налковской, вступила в 1930 году в польское отделение ПЕН-клуба. Вместе с мужем ежегодно организовывала летние лагеря для местных неимущих жителей. Поддерживала связи с представителями русской эмиграции в Польше.
Во время Второй мировой войны проживала в Варшаве, где преподавала иностранные языки. Участвовала в подпольной педагогической деятельности. Служила в отряде Армии Крайовой под псевдонимом «Literat». Принимала участие в Варшавском восстании в составе Санитарного Варшавского округа Армии Крайовой. Была санитаркой полевого госпиталя.
С 1947 года по 1949 год работала в варшавском Бюро восстановления столицы, после чего стала заниматься литературной деятельностью.
Проживала в Варшаве до своей кончины 29 августа 1986 года. Была похоронена на Варшавском православном кладбище.

## Литературное творчество
В 1925 году издала свою первую книгу на польском языке «Zwycięstwo» (Победа). Занималась переводами на польский язык сочинений Ивана Гончарова, Константина Паустовского и Юрия Тынянова.

### Сочинения
- Zwycięstwo, 1925;
- Niepotrzebne dzieci;
- Było ich siedmioro;
- Wąskie ścieżki.
- Mali ludzie;
- Krzywda, Nasza Księgarnia, Warszawa, 1954;
- Droga do sławy, Nasza Księgarnia, Warszawa, 1961;
- Czarodziej z Nantes, Nasza Księgarnia, Warszawa, 1963;
- Michel. Dzieciństwo i lata młodzieńcze Michała Glinki, Nasza Księgarnia, 1964;
- Finlandia, Wiedza Powszechna, Warszawa, 1969;
- Kurs na Słońce, Horyzonty, Warszawa, 1973;
- Szkoła w podziemiu. Z dziejów polskiego tajnego nauczania w latach okupacji hitlerowskiej, Wydawnictwo MON, Warszawa 1973;
- Niedaleki brzeg, Nasza Księgarnia, Warszawa 1973;
- Stanisław Moniuszko. Życie i twórczość, Nasza Księgarnia, Warszawa 1976;
- Trzy czwarte… Wspomnienia, PIW, Warszawa 1977.

## Награды
- Кавалерский крест Ордена Возрождения Польши.